# Вища невірність
«Вища невірність» (італ. «Alta infedeltà») — італійсько-французька кінокомедія з чотирьох новел, знята режисерами Маріо Монічеллі, Еліо Петрі, Франко Россі і Лучано Сальче. Фільм вийшов 22 січня 1964 року.

## Сюжет
Скандаліст

Франческо є патологічним ревнивцем щодо своєї дружини Раффаелли. Новела розповідає про те як Франческо намагається викрити чергового коханця своєї дружини.
Гріх в другій половині дня

Лаура всіма методами намагається зрадити своєму чоловіку Джуліо. Вона організовує побачення з коханцем, який помилково виявився її чоловіком.
Зітхання

Глорія ревнує свого чоловіка Паоло, але, в той день, коли він йде по справах, зраджує його зі своїм кращим другом Тоніно.
Сучасні люди

Чезаре втрачає всі свої гроші, граючи в карти, щоб оплатити борги, приймає умову — він повинен віддати картяреві, що переміг, на ніч свою дружину.

## У ролях
| Ніно Манфреді    | ···· | Франческо (Скандаліст)              |
| Фульвія Франко   | ···· | Раффаелла (Скандаліст)              |
| Джон Філліп Лоу  | ···· | Рональд (Скандаліст)                |
| Шарль Азнавур    | ···· | Джуліо (Гріх в другій половині дня) |
| Клер Блум        | ···· | Лаура (Гріх в другій половині дня)  |
| Моніка Вітті     | ···· | Глорія (Зітхання)                   |
| Жан-П'єр Кассель | ···· | Тоніно (Зітхання)                   |
| Серджо Фантоні   | ···· | Паоло (Зітхання)                    |
| Уго Тоньяцці     | ···· | Чезаре (Сучасні люди)               |
| Мішель Мерсьє    | ···· | Клара (Сучасні люди)                |
| Бернар Бліє      | ···· | Серджо (Сучасні люди)               |

## Знімальна група
| Режисер    | ···· | Маріо Монічеллі, Еліо Петрі, Франко Россі, Лучано Сальче |
| Сценарій   | ···· | Руджеро Маккарі, Еліо Петрі, Етторе Скола                |
| Продюсер   | ···· | Джанні Хект Лукарі                                       |
| Оператор   | ···· | Джанні Ді Венанцо, Енніо Гварн'єрі                       |
| Композитор | ···· | Армандо Тровайолі                                        |
| Художник   | ···· | Джанні Полідорі, П'єро Джерарді                          |
| Монтаж     | ···· | Джорджо Серраллонга                                      |